# Stadtbefestigung Pfeddersheim
Die Stadtbefestigung Pfeddersheim ist die mittelalterlich-frühneuzeitliche Befestigung der Reichsstadt Pfeddersheim.

## Topografische Lage
Die ehemalige Reichsstadt Pfeddersheim ist heute ein Stadtteil von Worms, westlich der Innenstadt gelegen. Der Ort liegt am ansteigenden Nordufer der Pfrimm. Die Pfrimm war in den südlichen Abschnitt der Verteidigungsanlage einbezogen. Im Bereich von Pfeddersheim war der Bach in drei Arme unterteilt: 
- den Mühlbach, den wasserreichsten Arm, der durch die Stadtmitte floss, und dabei zwei Mal durch die Stadtmauer geleitet wurde[1],
- den „Alten Bach“, der unmittelbar vor dem südlichen Abschnitt der Stadtmauer floss und dort den Graben ersetzte, und
- die „Wage“ oder das „Fischwasser“, das parallel zum „Alten Bach“ ein Stück weiter südlich floss.[2]

Die Stadtbefestigung bestand aus zwei Anlagen: einer Landwehr, die den größten Teil der Gemarkung umspannte, und der Stadtmauer, die den bebauten Bereich umgab.

## Geschichte

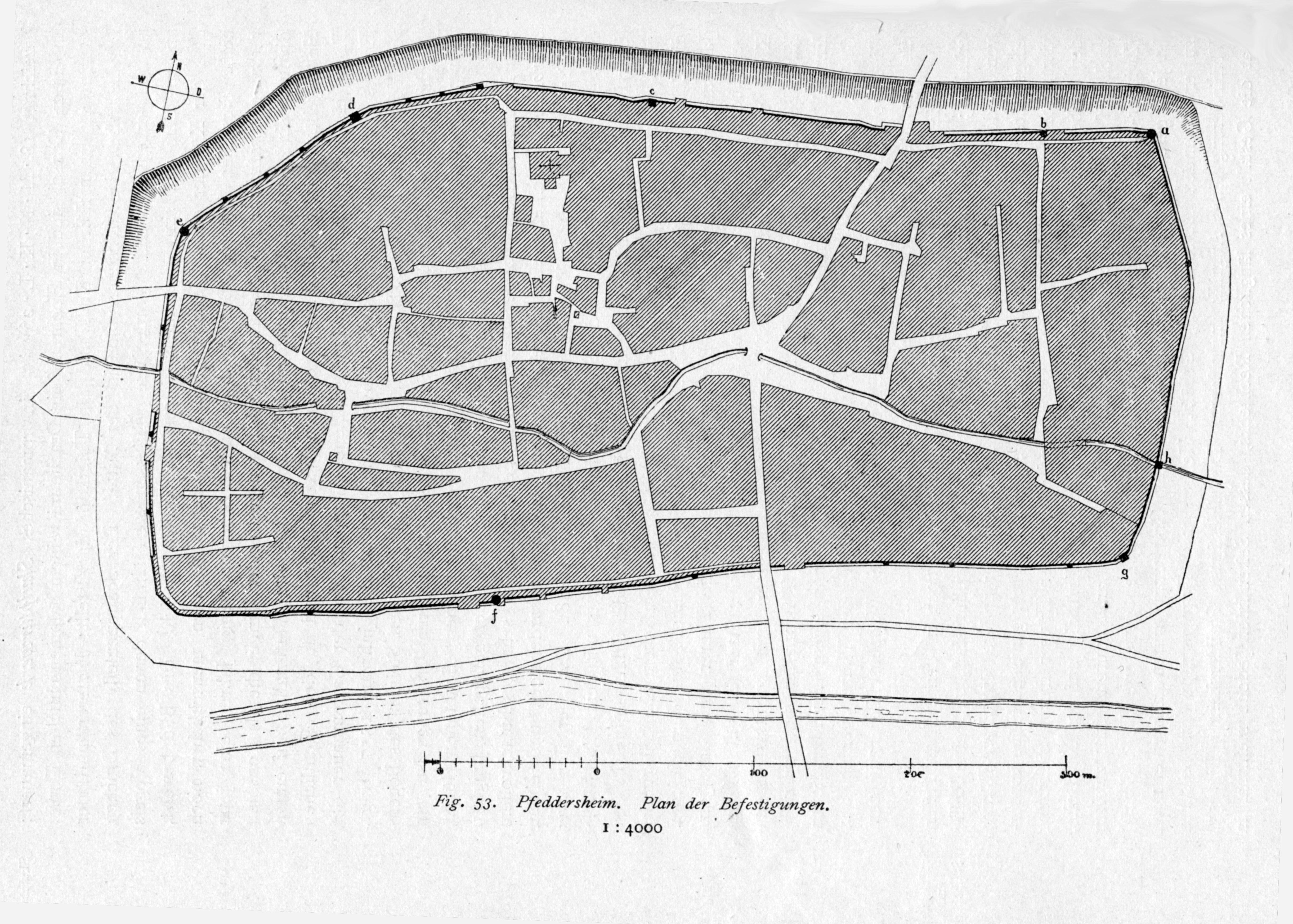
Der 1887 veröffentlichte Plan mit der damals erhaltenen Stadtmauer

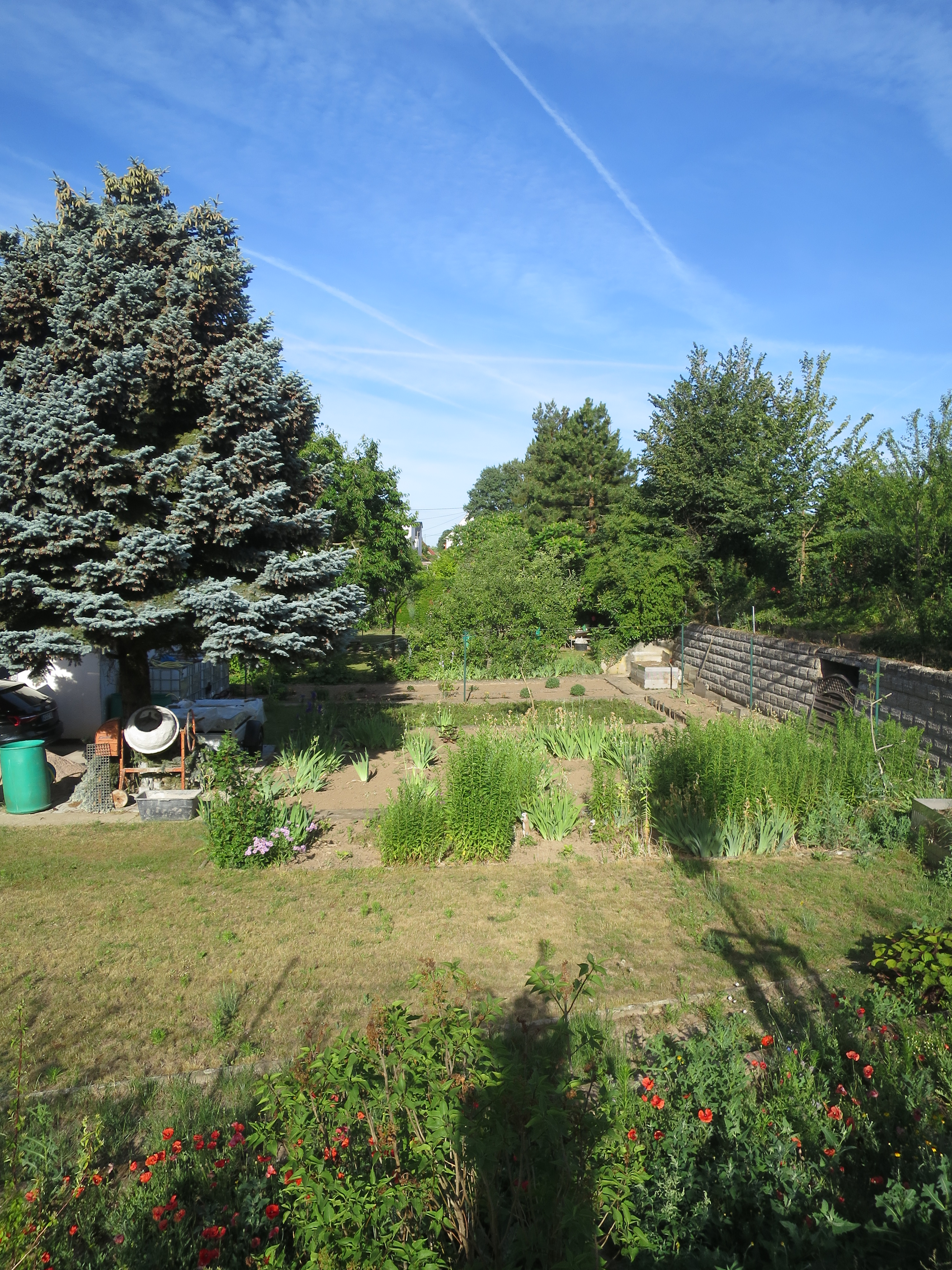
Nördlicher Stadtgraben

Der älteste erhaltene schriftliche Nachweis für eine Befestigung der Stadt Pfeddersheim stammt von 1276, der älteste Beleg für die Landwehr von 1449. Doch ist auch letztere sicher älter. Die Stadtmauer bestand also schon, bevor Pfeddersheim am Anfang des 14. Jahrhunderts Stadtrecht verliehen bekam.
In den folgenden Jahrhunderten – bis zum Ende des 15. Jahrhunderts – wurde sie ausgebaut, ohne aber noch die für Befestigungen der Renaissance typischen Elemente zu erhalten. Die heute erhaltenen baulichen Reste zeigen überwiegend einen Zustand aus der Zeit um 1500. Die Türme sollen fast alle aus dieser Zeit stammen. Anschließend wurde die Mauer nur noch repariert, etwa nach dem Bauernkrieg 1525. Eine letzte Instandsetzung erfolgte ab 1655, was eine Fehlinvestition war, denn im Pfälzischen Erbfolgekrieg erwies sie sich als nutzlos: Pfeddersheim wurde zerstört. Anschließend wurde die Mauer als Verteidigungsanlage aufgegeben und in den folgenden Jahrhunderten zunehmend abgetragen oder in Neubauten integriert. Diese Zweitverwendung hat sehr dazu beigetragen, dass sich Mauerabschnitte erhalten haben. Durch diese Nachnutzung ist die Stadtmauer – obwohl wahrscheinlich substantiell noch erhalten – an vielen Stellen aber als solche auch nicht mehr zu erkennen. Die drei Tortürme wurden schon im 18. Jahrhundert abgetragen. Ab 1818 durften Häuser an die Mauer gebaut werden. Im Graben wurde private Nutzgärten angelegt.
Im letzten Viertel des 19. Jahrhunderts wurde der erhaltene Bestand erstmals unter dem Aspekt des Denkmalschutzes erfasst und beschrieben und festgestellt: „die Mauer ist fast ganz, wenigstens in einer gewissen Höhe konserviert, wozu namentlich beiträgt, dass auf allen Seiten Häuser darauf aufsitzen“. Aus der Zeit kurz nach 1900 ist eine weitere ausführliche Beschreibung des damaligen baulichen Zustandes der Anlage überliefert. Bei der Aufnahme des Bestandes durch die moderne Denkmalpflege 100 Jahre später erscheint der Bestand dezimiert. Nur vergleichsweise kurze Abschnitte der Mauer wurden erfasst. Wie schon bei der ersten Erfassung von 1887 sind auch heute von den ehemals zehn Volltürmen noch neun erhalten.
Die Landwehr war um 1600 bereits aufgegeben. Oberirdische Spuren finden sich – bis auf einige Flurnamen – davon nicht mehr.

## Bauliche Anlage

### Burg
Während die Stadtbefestigung komplett in die Zuständigkeit und Verantwortung der Stadt Pfeddersheim fiel, gab es im Osten des ummauerten Bezirks noch eine Burg, die dem Stadtherren gehörte. Baulich ist davon oberirdisch nichts mehr erhalten. Überliefert ist dort noch die Bezeichnung „Burggärten“ und der Flurname „Die Burg“ unmittelbar vor der Stadtmauer. Die Lage dieser ehemaligen Burg erklärt wahrscheinlich auch, warum es im Ostabschnitt der Stadtmauer kein Tor gab.

### Landwehr
Die Landwehr bestand aus Wall, Graben und einer Hecke. Im südlichen Abschnitt schütze statt der Hecke wohl eine Palisade. Zusätzliche Bauten – etwa Wachtürme – gab es hier nicht. Weitere Einzelheiten sind nicht bekannt.

### Stadtmauer
Die Befestigung besteht aus einer etwa 1,20 m dicken Mauer aus Bruch- und Hausteinen. Nur im Bereich der Zinnen der Türme wurde auch Backstein verbaut. Sie umschließt den historischen Ortskern von Pfeddersheim etwa in einem in West-Ost-Richtung gestreckten Rechteck von etwa 800 × 400 m. In der Mauer standen 3 Tortürme (alle abgetragen). 10 weitere Volltürme, teils mit rechteckigem, teils mit rundem Grundriss (von denen noch 9 ganz oder in Resten erhalten sind), und 15 Halbtürme waren darüber hinaus in die Mauer eingefügt. Die Halbtürme dienten dazu, ein Schussfeld auf Angreifer zu erhalten, die die Mauer von außen zu ersteigen suchten. Vor den Tortürmen gab es Zugbrücken, die über den Graben führten. Nach dem Dreißigjährigen Krieg sind zudem Schlagbäume und Schilderhäuschen belegt. Die Mauer besaß einen komplett umlaufenden Wehrgang, der aber nirgends erhalten ist. Er war aus Holz gezimmert und von entsprechenden Streben und Vorlagen gestützt. An einigen Stellen sind diese noch zu erkennen. Schießscharten ermöglichten von dort die Verteidigung. Nach oben schloss die Mauer dann meist glatt ab und es gab keine Zinnen.
Vor der Mauer verlief im Westen, Norden und Osten ein etwa 20 m breiter, 5 m tiefer, trockener Graben. Im Norden diente er auch als „Schießgraben“, also als Schießbahn. Im Süden diente die Pfrimm als entsprechender Schutz – zumindest im Sommer. Wenn sie im Winter zufror, entfiel dieser. Die der Stadt abgewandte Seite des Grabens war mit Gehölz, Hecken und Dorngestrüpp als zusätzliches Annäherungshindernis bepflanzt. Auf der Innenseite der Mauer gab es ursprünglich einen umlaufenden Weg, der die ungestörte und schnelle Bewegung der Verteidiger ermöglichte. Die Mauer stand so völlig frei. Einzige Ausnahme war die Judengasse, in der die Häuser direkt an die Mauer gebaut waren.
Im Folgenden sind die Bestandteile der Stadtmauer aufgelistet, die entweder noch erhalten, zumindest aber bekannt sind:

#### Nordabschnitt
Von Westen nach Osten

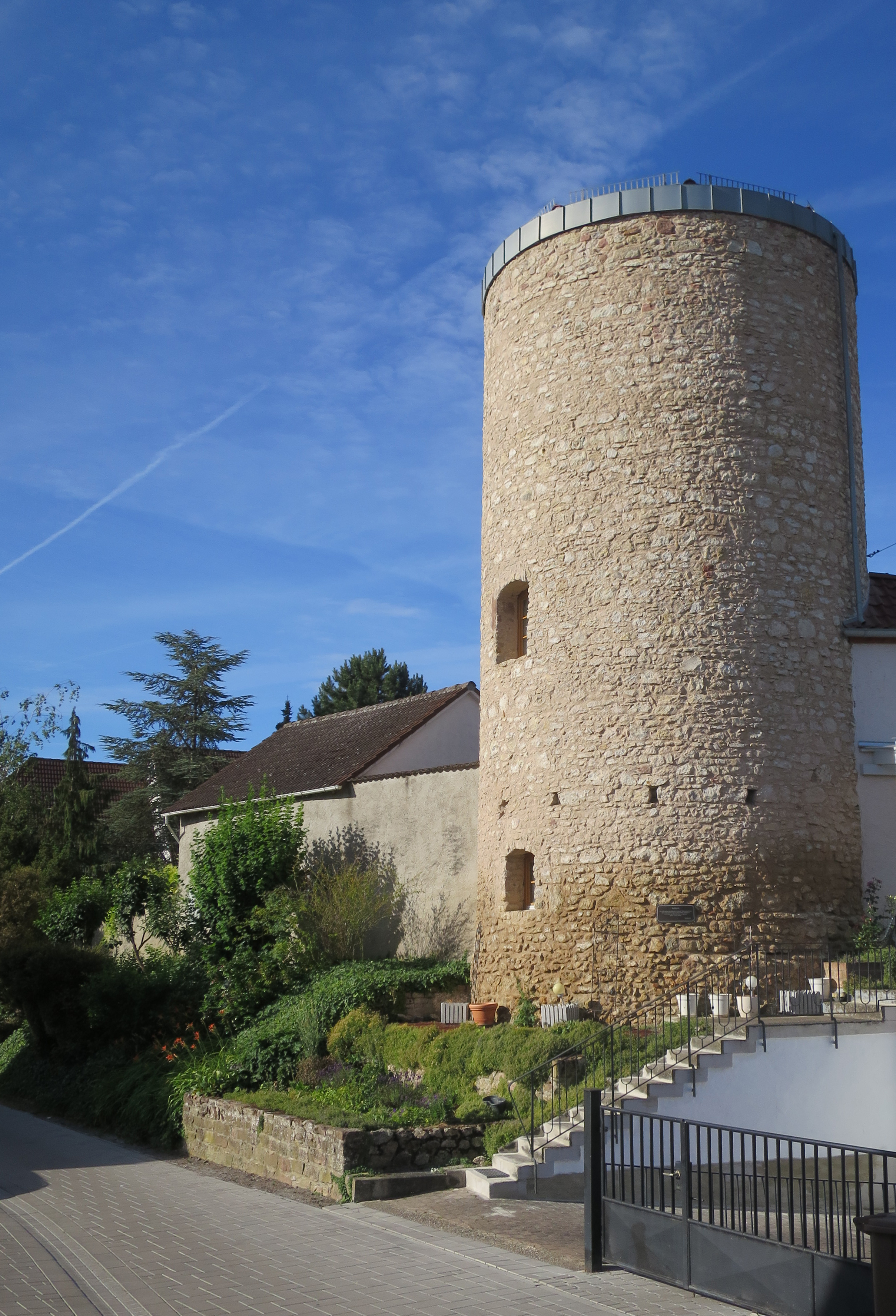
Aulturm mit nach links anschließender östlicher Stadtmauer

Hier sind noch kurze Mauerabschnitte in der St.-Georgen-Straße 45 und im Cästrich 14–16 zu sehen. Der Nordabschnitt war der am stärksten befestigte Abschnitt der Stadtmauer, da hier das vorgelagerte Gelände zur Befestigung hin abfällt, diese Stelle also für einen Angriff von außen besonders vorteilhaft war. Hier sind erhalten oder bekannt:
- Ein Halbturm steht im Cästrich 14. Hieran schließt sich ein Mauerabschnitt an, der zur Rückwand des Altbaus der Nr. 16 führt.
- Ein Halbturm steht im Cästrich 22. Er ist nur aus nördlichem Blickwinkel zu erkennen, nicht von der Straße aus.
- In voller Höhe ist der rechteckige Hohe Turm, Cästrich 26, erhalten. Er wird seit dem 19. Jahrhundert bewohnt und wurde 1995 saniert.[23]
- Ein Halbturm steht im Cästrich 30, zwischen dem Wohnhaus und der Nr. 32.[Anm. 1]
- Ein Halbturm war im Cästrich 38 in die stadtabgewandte Fassade einbezogen. Heute steht dort kein Gebäude mehr, der Halbturm wurde wohl seit Erstellung der Denkmaltopografie für die Stadt Worms abgebrochen.
- Ein Mauerstück ist auf dem Grundstück St.-Georgen-Straße 45 erhalten. Es befindet sich in etwa dort, wo die Stadtmauer ihren höchsten Punkt erreicht. Es ist als Rückwand in einem Gebäude integriert, verputzt und als Stadtmauer äußerlich nicht mehr zu erkennen.
- Der rechteckige Johannisturm, St.-Georgen-Straße 27, trägt einen Zinnenkranz und einen spitzen Kegelhelm.
- Nicht erhalten ist das nördliche Stadttor, die „Herrnsheimer Pforte“, die im Zuge der Mauer im Bereich der heutigen Leiselheimer Straße zu verorten ist.[24] In dem Torturm befand sich eine Wohnung für den Torwächter. Das Gebäude wurde um 1820 abgerissen.[25]
- Im runden Türturm, Aulstraße 10, sind die Deckengewölbe des Erdgeschosses und des Obergeschosses erhalten. Namengebend war der spätgotische, eselsrückenförmige Türsturz einer Tür im Obergeschoss, die heute ins Nichts führt. 2007 wurde das Gebäude renoviert und erhielt dabei auch einen neuen Dachaufbau.[26]
- Die nordöstliche Ecke der Befestigung bildet der runde Aulturm, Aulstraße 22. „Aulturm“ ist eine verbreitete Bezeichnung für runde Türme in Stadtbefestigungen.[27][Anm. 2] Im Turm befand sich ein Gefängnis. Er wurde im 19. Jahrhundert zum Wohnen ausgebaut[28] und erhielt dafür Fensterdurchbrüche.[29] 2009–2012 wurde das Gebäude saniert.[30]

#### Ostabschnitt
Von Norden nach Süden

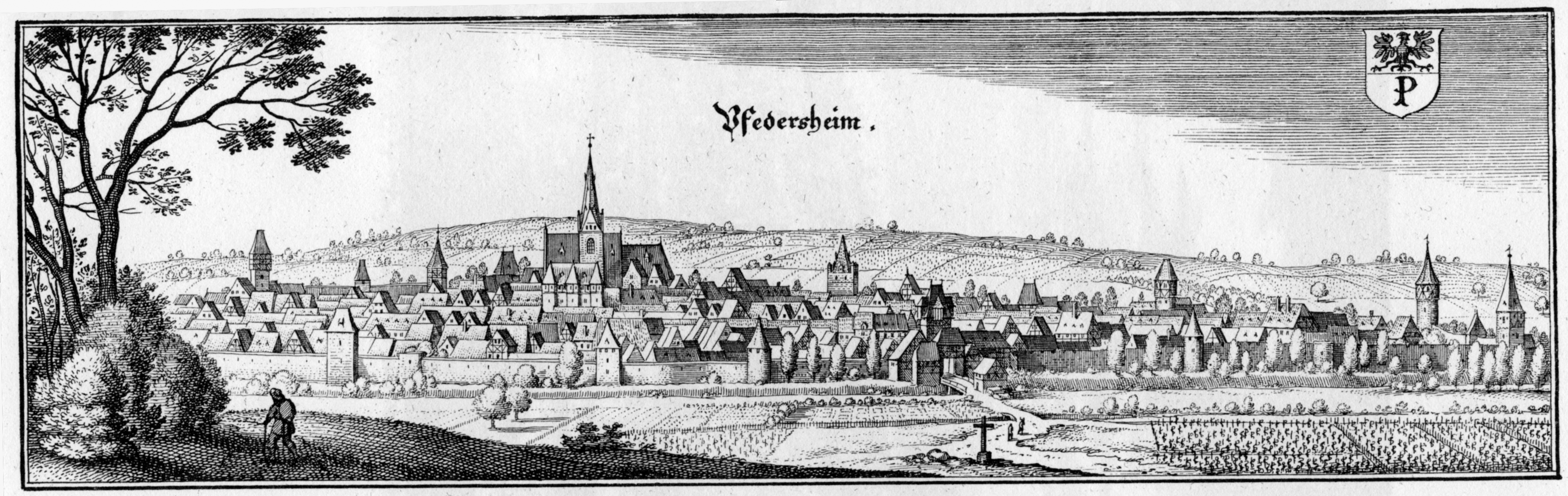
Südabschnitt der Stadtmauer (Matthäus Merian: Topographia Hassiae, 1655)

- Der recht niedrige, runde Pulverturm an der Kleinen Burgstraße ist im unteren Abschnitt erhalten. Stadtseitig hat er ein spitzbogiges Portal. Er wurde zu Wohnzwecken nachgenutzt.[31]
- Der niedrige, rechteckige Rote Turm in der Allee überspannt mit einem Gewölbe den Mühlbachausfluss.[32] Auch im Erdgeschoss besitzt er ein Kreuzgratgewölbe. Er ist nicht auf voller Höhe erhalten. Mauerabschnitte schließen sich an den Roten Turm an. In der Mauer südlich des Roten Turms wurden für die Untere Mühle im 18. Jahrhundert zwei barocke Portale eingebaut. Sie werden von Pilastern flankiert und haben korinthische Kapitelle. In den Bogenscheiteln sind sie mit Engelsköpfchen, Wappen, gesprengtem Volutengiebel dekoriert. Das kleinere Portal hat ein ovales Oberlicht.

#### Südabschnitt
Von Osten nach Westen

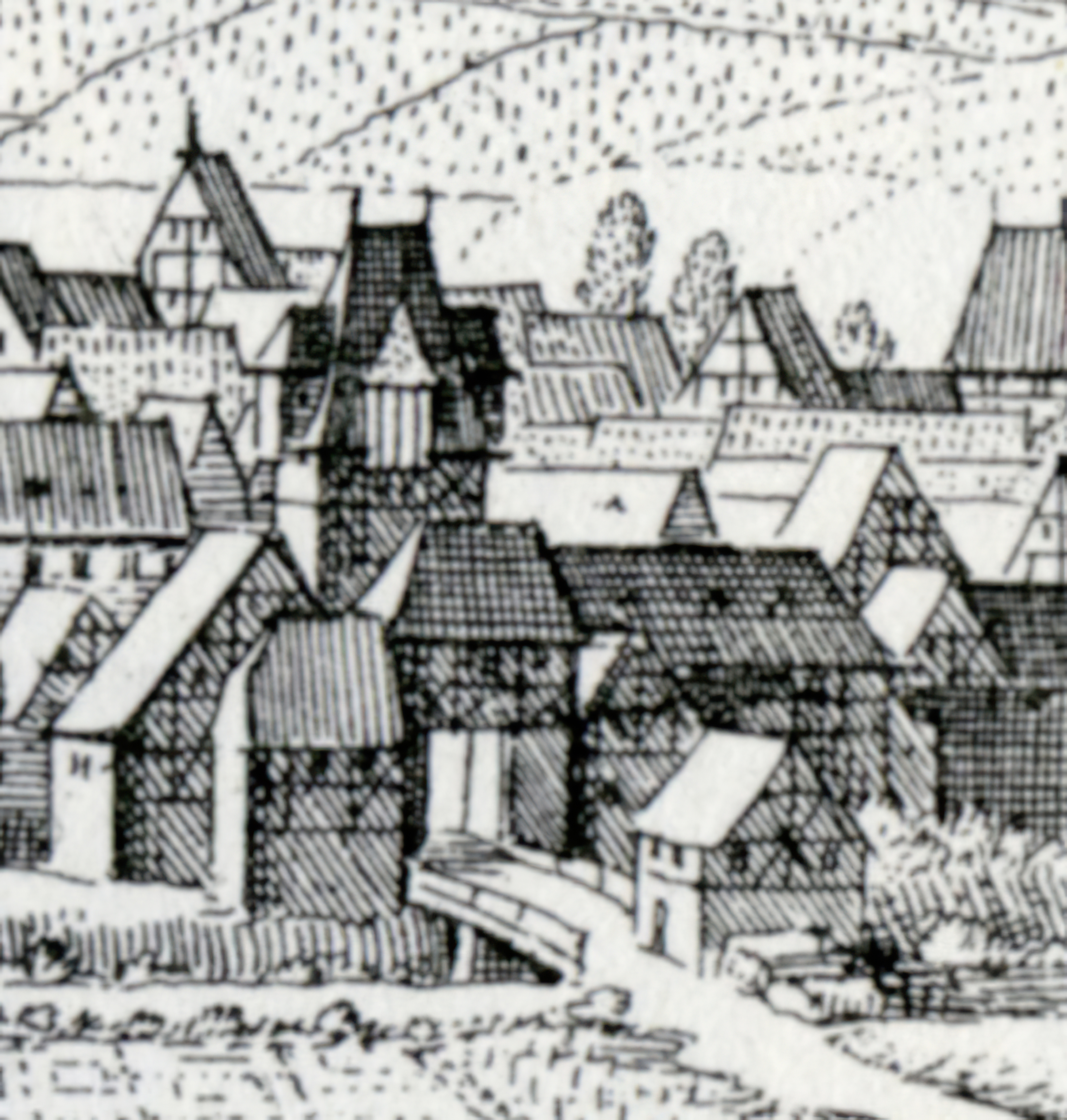
Südtor (Ausschnittvergrößerung aus dem Stich von Matthäus Merian: Topographia Hassiae, 1655)

- Die Südwestecke der Befestigung (heute: Allee 33) bildete ein stark aus der Mauerflucht hervorspringender Eckturm mit rechteckigem Grundriss. Er war zur Zeit der Erstellung der Denkmaltopographie für die Stadt Worms eine Ruine, nicht mehr in voller Höhe erhalten und stadtseitig abgebrochen. Inzwischen wurde er rekonstruiert und erhielt dabei auch ein Dach. Das Kellergewölbe ist erhalten. Hier sind auch Mauerabschnitte erhalten, die über die sie kreuzende Brückenstraße und die Kreuzstraße hinausreichen. In diesem Abschnitt befinden sich auch zwei Halbtürme: in der Allee 31 und zwischen Brücken- und Kreuzstraße.
- Nicht erhalten ist auch das südliche Stadttor, die „Wormser Pforte“, die im Zuge der Mauer im Bereich der heutigen Paternusstraße eingefügt war.[33]

- In der Ringstraße 28 befindet sich der komplett erhaltene runde Bürgerturm oder Neuer Turm, der einzige Turm im Südabschnitt der Mauer, abgesehen von den Ecktürmen. Er trägt eine Inschrift von 1511[Anm. 3]: „B. M. Mattes Albrecht Iacob Weickel“.[34] Den Turm ziert ein Kranz aus schwalbenschwanzförmigen Zinnen. Dekoriert war er ursprünglich mit einer aufgeputzten Quaderung[35], die heute verloren ist. Dieser Turm war wohl die letzte größere Baumaßnahme an der Stadtmauer. Auch er wurde zum Wohnen nachgenutzt.[36] Im Jahr 2000 wurde er renoviert.[37]
- Der Halbturm in der Ringstraße 44 diente in der Nachnutzung als Wand eines Hauses[38] und wurde frei ergänzt.

#### Westabschnitt
Von Süden nach Norden
- Die Südwestecke bildete der „Knüttelberger Turm“, der nicht erhalten ist. Hier wird von einem runden Grundriss ausgegangen.[39]
- Der Halbturm in der Ringstraße 74 ist in das Haus einbezogen. Von außen ist die Stadtbefestigung nicht mehr zu erkennen.
- An den Halbturm gegenüber dem Grundstück Ringstraße 85 schließt ein längerer Mauerabschnitt an.
- Nicht erhalten ist das westliche Stadttor, das „Monsheimer Tor“, das im Zuge der heutigen Paternusstraße stand.[40]
- Der Sprenger- oder Lenhardsturm, Cästrich 8, ist ein Rundturm, der auch schon im 19. Jahrhundert zum Wohnen ausgebaut war.[41] 1997 wurde der Turm renoviert und erhielt ein neues Dachgeschoss.[42]

## Wehrorganisation
Während in Friedenszeiten eine bezahlte Stadtwache den Wachtdienst leistete, übernahmen das in Kriegszeiten alle Bürger. Sie waren in zehn Gruppen, genannt „Letzen“, organisiert und wurden aus Nachbarschaften gebildet. An der Spitze stand der Letzenmeister als militärischer Befehlshaber. Jede Letze trug Verantwortung für einen bestimmten Mauerabschnitt. Der Letzenmeister war in seinem Abschnitt für den baulichen Unterhalt der Mauer, die Funktionstüchtigkeit der Waffen – etwa der Geschütze – verantwortlich. Dafür standen ihm Stadthandwerker als Fachkräfte zur Verfügung. Der Munitionsvorrat der Stadt lagerte im Pulverturm und lag in der Verantwortung des Letzenmeisters, dem dieser Mauerabschnitt unterstand. Diese „Bürgerwehr“ hielt auch gemeinsam Alarm- und Schießübungen ab, die dann in einem Schützenfest gipfelten.